# Stevland Angus
Stevland Dennis Angus, angleški nogometaš, * 16. september 1980, Westminster, Anglija, Združeno kraljestvo.
Nazadnje je igral za Bishop's Stortford.